# Милдред Гривесън
Милдред Гривесън (на английски: Mildred Grieveson) е много плодовита английска писателка на над 160 произведения в жанра любовен роман. Пише под псевдонимите Ан Мейдър (на английски: Anne Mather), Каролин Флеминг (Caroline Fleming) и Кардин Флеминг (Cardine Fleming).

## Биография и творчество
Милдред Гривесън е родена на 10 октомври 1946 г. в Англия. Започва да пише още в тийнейджърските си години за собствено удоволствие и трупа много незавършени ръкописи. Жени се млада и става домакиня. На 19 години съпругът ѝ предлага да изпрати един завършен ръкопис на издател.
Първият ѝ роман „Caroline“ е публикуван през 1965 г. под псевдонима Ан Мейдър. След успеха на книгата тя се посвещава на писателската си кариера, използвайки всяко свободно време между домакинските задължения.
Сюжетите на нейните романи са разположени в различни части на света, като винаги показват тяхната екзотична и привлекателна страна.
През 1978 г. романът ѝ „Leopard in the Snow“ е екранизиран в успешния едноименен филм с участието на Кеир Дълей, Сюзън Пеналигон и Кенет Мор.

## Произведения
Самостоятелни романи
- Caroline (1965)
- Beloved Stranger (1966) – издаден и като „Legacy of the Past“
- Design for Loving (1966) – издаден и като „Seen by Candlelight“
- Masquerade (1966)
- The Arrogance of Love (1968)
- Dangerous Enchantment (1969)
- Dangerous Rhapsody (1969)
- Dark Venetian (1969) – като Каролин Флеминг
- Enchanted Island (1969) – издаден и като „The Innocent Invader“
- The Legend of Lexandros (1969)
- Tangled Tapestry (1969)
- The Arrogant Duke (1970)
- Charlotte's Hurricane (1970)
- Lord of Zaracus (1970)
- Master of Falcon's Head (1970)
- Moon Witch (1970)
- Sweet Revenge (1970)
- Who Rides the Tiger (1970)
- Storm in a Rain Barrel (1971)
- The Pleasure and the Pain (1971)
- The Sanchez Tradition (1971)
- All the Fire (1971)
- The Reluctant Governess (1971)
- The High Valley (1971)
- Living with Adam (1972)
- A Distant Sound of Thunder (1972)
- Autumn of the Witch (1972)
- Dark Enemy (1972)
- Monkshood (1972)
- Prelude to Enchantment (1972)
- The Night of the Bulls (1972)
- Jake Howard's Wife (1973)
- Mask of Scars (1973)
- The Shrouded Web (1973)
- White Rose of Winter (1973)
- Chase a Green Shadow (1973)
- A Savage Beauty (1973)
- No Gentle Possession (1973)
- The Waterfalls of the Moon (1973)
- Silver Fruit Upon Silver Trees (1974)
- Rachel Trevellyan (1974)
- Dark Moonless Night (1974)
- Witchstone (1974)
- The Japanese Screen (1974)
- Leopard in the Snow (1974)
- Country of the Falcon (1975)
- Dark Castle (1975)
- Pale Dawn, Dark Sunset (1975)
- Take What You Want (1975)
- Come the Vintage (1975)
- For the Love of Sara (1975)
- Come Running (1976)
- Valley Deep, Mountain High (1976)
- Beware the Beast (1976)
- Devil's Mount (1976)
- The Smouldering Flame (1976)
- Wild Enchantress (1976)
- Alien Wife (1976)
- The Medici Lover (1977)
- Born Out of Love (1977)
- Charade in Winter (1977)
- A Trial Marriage (1977)
- Devil in Velvet (1977)
- Rooted in Dishonour (1978)
- Scorpions' Dance (1978)
- Loren's Baby (1978)
- Proud Harvest (1978)
- Follow Thy Desire (1978)
- Captive Destiny (1978)
- Fallen Angel (1978)
- Melting Fire (1979)
- The Judas Trap (1979)
- Lure of Eagles (1979)
- Apollo's Seed (1979)
- Hell or High Water (1979)
- Spirit of Atlantis (1980)
- Whisper of Darkness (1980)
- Sandstorm (1980)
- Images of Love (1980)
- A Haunting Compulsion (1981)
- Innocent Obsession (1981)
- Forbidden Love (1981)
- Castles of Sand (1981)
- Forbidden Flame (1981)
- Duelling Fire (1981)
- Edge of Temptation (1981)
- Smokescreen (1982)
- Stormspell (1982)
- Impetuous Masquerade (1982)
- Season of Mists (1982)
- A Passionate Affair (1982)
- An Elusive Desire (1983)
- Cage of Shadows (1983)
- Green Lightning (1983)
- Wild Concerto (1983)
- Sirocco (1983)
- Moondrift (1984)
- Act of Possession (1985)
- Hidden in the Flame (1985)
- Stolen Summer (1985)
- Pale Orchid (1985)
- An All Consuming Passion (1985)
- The Longest Pleasure (1986)
- Night Heat (1987)
- Burning Inheritance (1987)
- Trial of Innocence (1988)
- Dark Mosaic (1989)
- A Fever in the Blood (1989)
- A Relative Betrayal (1990)
- Indiscretion (1990)
С дъх на олеандри, изд.: „Арлекин България“, София (1993), прев. Иван Катранджиев
- Blind Passion (1991)
Сляпа страст, изд.: „Арлекин България“, София (1995), прев. Татяна Виронова
- Such Sweet Poison (1991)
- Betrayed (1991)
- Diamond Fire (1991)
- Guilty (1992)
- Dangerous Sanctuary (1992)
- Tidewater Seduction (1992)
- Rich as Sin (1992)
Безбожно богат, изд.: „Арлекин България“, София (1994), прев. Елия Илиева
- Snowfire (1993)
- Tender Assault (1993)
- A Secret Rebellion (1993)
- Strange Intimacy (1994)
- Brittle Bondage (1994)
- Raw Silk (1994)
- Treacherous Longings (1995)
- A Woman of Passion (1995)
- Relative Sins (1996)
- Wicked Caprice (1996)
- Dangerous Temptation (1997)
- Long Nights Loving (1997)
- Shattered Illusions (1997)
- Dishonourable Intent (1997)
- Sinful Pleasures (1998)
- Pacific Heat (1998)
- Morgan's Child (1998)
- Her Guilty Secret (1999)
- The Baby Gambit (1999)
- Innocent Sins (2000)
- Savage Innocence (2001)
- A Rich Man's Touch (2001)
- Hot Pursuit (2002)
- Innocence Betrayed (2006)
- Stay Through The Night (2006)
- Bedded for the Italian's Pleasure (2006)
- The Pregnancy Affair (2006)
- The Brazilian Millionaire's Love-Child (2009) – издаден и като „The Brazilian's Love-Child“
- His Forbidden Passion (2009)
- Innocent Virgin, Wild Surrender (2010)
- A Wild Surrender (2012)
- A Forbidden Temptation (2016)
- Silent Echo (2016)
- Morelli's Mistress (2016)
- A Dangerous Taste of Passion (2016)
- An Heir Made in the Marriage Bed (2017)

### Участие в общи серии с други писатели

#### Серия „Страст“ (Passion)
- The Forbidden (1976) – издаден и като „The Forbidden Mistress“
- All Night Long (2000)
- Sinful Truths (2003)
- Savage Awakening (2005)

от серията има още 17 романа от различни автори

#### Серия „Гръцки магнати“ (Greek Tycoons)
- The Millionaire's Virgin (2000)
- His Virgin Mistress (2002)
- The Greek Tycoon's Pregnant Wife (2007)

от серията има още 59 романа от различни автори

#### Серия „Латински любовници“ (Latin Lovers)
- The Spaniard's Seduction (2002)
- Alejandro's Revenge (2003)
- Mendez's Mistress (2008)

от серията има още 20 романа от различни автори

#### Серия „Чуждестранни афери“ (Foreign Affairs)
- The Rodrigues Pregnancy (2004)
- In the Italian's Bed (2004)
- Sleeping with a Stranger (2005)
- The Virgin's Seduction (2006)

от серията има още 29 романа от различни автори

### Екранизации
- 1978 Leopard in the Snow – по романа
- 1984 Ninja in the Killing Fields – диалог
- 1985 Ninja Assassins – диалог
- 1986 Clash of the Ninjas – диалог
- 1987 Ninja in Action – диалог
- 1987 Ninja and the Warriors of Fire – диалог
- 1987 Death Code: Ninja – диалог